# Michael Flatley
Michael Flatley (Chicago, 16. srpnja 1958.) je irsko - američki plesač stepa, koreograf, glazbenik te televizijski voditelj. 
Postao je međunarodno poznat zahvaljujući nastupima u plesnim spektaklima: "Riverdance", "Lord of the Dance", "Feet of Flames" i "Keltski tigar". Dana, 20. travnja 2010., Michael Flatley se odlučio vratiti na pozornicu za europsku turneju "Povratak Michaela Flatleya kralja plesa". Pri tome se snimao film, koji je objavljen diljem svijeta na Dan sv. Patrika.
Objavljen je 2011. u 3D-tehnici te objavljen i na DVD-u i Blu-ray Discu.

## Rani život
Flatley je rođen u četvrti South Side u Chicagu. Počeo je plesati s 12 godina. Godine 1975., postao je prvi Amerikanac, koji je osvojio Svjetsko prvenstvo u irskom stepu.

## Privatni život
Godine 1986., Flatley se oženio s Poljakinjom Beatom Dziąbom. Rastali su se 1997. godine.
Drugi put se vjenčao za plesačicu Niamh O'Brien 14. listopada 2006. Upoznali su se prilikom nastupanja u mjuziklu "Keltski tigar". 